# Tuguegarao
Tuguegarao (Ibanag: Siyudad nat Tugegaraw; Itawit: Siyudad yo Tugegaraw; Ilokano: Siudad ti Tuguegarao; Tagalog: Lungsod ng Tuguegarao [tʊgɛ̝gäˈɾɐw]) thường được người dân địa phương gọi là Tugue, là một thành phố hạng 3 ở Philippines. Đây là thủ phủ của tỉnh Cagayan và trung tâm khu vực và vùng tổ chức của Thung lũng Cagayan (Khu vực II). Với dân số 153.502, theo điều tra dân số năm 2015, đây là một trung tâm đô thị lớn ở Đông Bắc Luzon, một trung tâm tăng trưởng chính và là một trong những thành phố phát triển nhanh nhất ở Philippines.
Được mệnh danh là "Cổng vào Ilocandia và Cordilleras," thành phố nằm trên biên giới phía nam của tỉnh, nơi sông Pinacanauan đổ vào sông Cagayan và được bao quanh bởi các dãy núi Sierra ở phía đông, núi Cordillera ở phía tây, và dãy núi Caraballo ở phía nam.
Đây là nơi nhiệt độ cao nhất từng được ghi nhận ở Philippines, 42,2 °C (108,0 °F), báhit Tuguegarao vào ngày 19 tháng 8 năm 1912 và ngày 11 tháng 5 năm 1969.

## Tên gọi
| Barangay                 | Classification | Dân số (2015) |
| ------------------------ | -------------- | ------------- |
| Annafunan East           | Urban          | 4,207         |
| Annafunan West           | Urban          | 3,310         |
| Atulayan Norte           | Urban          | 3,578         |
| Atulayan Sur             | Urban          | 4,404         |
| Bagay                    | Rural          | 3,393         |
| Buntun                   | Urban          | 4,373         |
| Caggay                   | Urban          | 7,261         |
| Capatan                  | Rural          | 3,337         |
| Carig Norte              | Rural          | 2,267         |
| Carig Sur                | Urban          | 4,536         |
| Caritan Centro           | Urban          | 4,872         |
| Caritan Norte            | Urban          | 3,093         |
| Caritan Sur              | Urban          | 1,833         |
| Cataggaman Nuevo         | Urban          | 8,161         |
| Cataggaman Pardo         | Rural          | 3,292         |
| Cataggaman Viejo         | Rural          | 4,246         |
| Centro 01 (Bagumbayan)   | Urban          | 1,158         |
| Centro 02                | Urban          | 553           |
| Centro 03                | Urban          | 339           |
| Centro 04                | Urban          | 566           |
| Centro 05                | Urban          | 1,126         |
| Centro 06                | Urban          | 195           |
| Centro 07                | Urban          | 262           |
| Centro 08                | Urban          | 125           |
| Centro 09                | Urban          | 969           |
| Centro 10 (Riverside)    | Urban          | 2,282         |
| Centro 11 (Balzain East) | Urban          | 2,990         |
| Centro 12 (Balzain West) | Urban          | 2,391         |
| Dadda                    | Rural          | 1,167         |
| Gosi Norte               | Rural          | 1,016         |
| Gosi Sur                 | Rural          | 1,297         |
| Larion Alto              | Rural          | 1,856         |
| Larion Bajo              | Rural          | 2,345         |
| Leonarda                 | Urban          | 2,503         |
| Libag Norte              | Urban          | 2,384         |
| Libag Sur                | Urban          | 2,708         |
| Linao East               | Rural          | 6,939         |
| Linao Norte              | Rural          | 3,005         |
| Linao West               | Rural          | 1,665         |
| Namabbalan Norte         | Rural          | 1,433         |
| Namabbalan Sur           | Rural          | 746           |
| Pallua Norte             | Rural          | 2,450         |
| Pallua Sur               | Rural          | 2,683         |
| Pengue-Ruyu              | Urban          | 5,629         |
| San Gabriel              | Urban          | 6,828         |
| Tagga                    | Rural          | 1,346         |
| Tanza                    | Urban          | 5,665         |
| Ugac Norte               | Urban          | 9,615         |
| Ugac Sur                 | Urban          | 10,858        |
| Tổng cộng                |                | 153,502       |

## Khí hậu
Tuguegarao trải nghiệm khí hậu nhiệt đới, chỉ có một chút khác biệt giữa nhiệt độ mùa hè và mùa đông và độ ẩm quanh năm cao.
| Dữ liệu khí hậu của Tuguegarao (1981–2010, extremes 1903–2012) | Dữ liệu khí hậu của Tuguegarao (1981–2010, extremes 1903–2012) | Dữ liệu khí hậu của Tuguegarao (1981–2010, extremes 1903–2012) | Dữ liệu khí hậu của Tuguegarao (1981–2010, extremes 1903–2012) | Dữ liệu khí hậu của Tuguegarao (1981–2010, extremes 1903–2012) | Dữ liệu khí hậu của Tuguegarao (1981–2010, extremes 1903–2012) | Dữ liệu khí hậu của Tuguegarao (1981–2010, extremes 1903–2012) | Dữ liệu khí hậu của Tuguegarao (1981–2010, extremes 1903–2012) | Dữ liệu khí hậu của Tuguegarao (1981–2010, extremes 1903–2012) | Dữ liệu khí hậu của Tuguegarao (1981–2010, extremes 1903–2012) | Dữ liệu khí hậu của Tuguegarao (1981–2010, extremes 1903–2012) | Dữ liệu khí hậu của Tuguegarao (1981–2010, extremes 1903–2012) | Dữ liệu khí hậu của Tuguegarao (1981–2010, extremes 1903–2012) | Dữ liệu khí hậu của Tuguegarao (1981–2010, extremes 1903–2012) |
| Tháng                                                          | 1                                                              | 2                                                              | 3                                                              | 4                                                              | 5                                                              | 6                                                              | 7                                                              | 8                                                              | 9                                                              | 10                                                             | 11                                                             | 12                                                             | Năm                                                            |
| -------------------------------------------------------------- | -------------------------------------------------------------- | -------------------------------------------------------------- | -------------------------------------------------------------- | -------------------------------------------------------------- | -------------------------------------------------------------- | -------------------------------------------------------------- | -------------------------------------------------------------- | -------------------------------------------------------------- | -------------------------------------------------------------- | -------------------------------------------------------------- | -------------------------------------------------------------- | -------------------------------------------------------------- | -------------------------------------------------------------- |
| Cao kỉ lục °C (°F)                                             | 37.2 (99.0)                                                    | 38.4 (101.1)                                                   | 40.0 (104.0)                                                   | 42.2 (108.0)                                                   | 42.2 (108.0)                                                   | 41.7 (107.1)                                                   | 41.0 (105.8)                                                   | 39.4 (102.9)                                                   | 38.9 (102.0)                                                   | 38.5 (101.3)                                                   | 37.8 (100.0)                                                   | 38.5 (101.3)                                                   | 42.2 (108.0)                                                   |
| Trung bình ngày tối đa °C (°F)                                 | 28.4 (83.1)                                                    | 30.5 (86.9)                                                    | 33.1 (91.6)                                                    | 35.4 (95.7)                                                    | 35.8 (96.4)                                                    | 35.1 (95.2)                                                    | 33.9 (93.0)                                                    | 33.5 (92.3)                                                    | 32.9 (91.2)                                                    | 31.4 (88.5)                                                    | 29.6 (85.3)                                                    | 27.8 (82.0)                                                    | 32.3 (90.1)                                                    |
| Trung bình ngày °C (°F)                                        | 23.7 (74.7)                                                    | 24.9 (76.8)                                                    | 27.0 (80.6)                                                    | 29.0 (84.2)                                                    | 29.5 (85.1)                                                    | 29.3 (84.7)                                                    | 28.6 (83.5)                                                    | 28.3 (82.9)                                                    | 27.9 (82.2)                                                    | 26.7 (80.1)                                                    | 25.3 (77.5)                                                    | 23.6 (74.5)                                                    | 27.0 (80.6)                                                    |
| Tối thiểu trung bình ngày °C (°F)                              | 18.9 (66.0)                                                    | 19.3 (66.7)                                                    | 20.9 (69.6)                                                    | 22.6 (72.7)                                                    | 23.2 (73.8)                                                    | 23.4 (74.1)                                                    | 23.2 (73.8)                                                    | 23.2 (73.8)                                                    | 22.8 (73.0)                                                    | 22.0 (71.6)                                                    | 21.0 (69.8)                                                    | 19.4 (66.9)                                                    | 21.7 (71.1)                                                    |
| Thấp kỉ lục °C (°F)                                            | 12.0 (53.6)                                                    | 12.9 (55.2)                                                    | 14.0 (57.2)                                                    | 16.3 (61.3)                                                    | 17.5 (63.5)                                                    | 17.0 (62.6)                                                    | 17.0 (62.6)                                                    | 19.0 (66.2)                                                    | 17.6 (63.7)                                                    | 14.8 (58.6)                                                    | 12.8 (55.0)                                                    | 12.0 (53.6)                                                    | 12.0 (53.6)                                                    |
| Lượng mưa trung bình mm (inches)                               | 32.7 (1.29)                                                    | 27.3 (1.07)                                                    | 28.6 (1.13)                                                    | 57.2 (2.25)                                                    | 138.2 (5.44)                                                   | 157.5 (6.20)                                                   | 195.3 (7.69)                                                   | 247.1 (9.73)                                                   | 251.4 (9.90)                                                   | 308.5 (12.15)                                                  | 250.0 (9.84)                                                   | 132.3 (5.21)                                                   | 1.826,1 (71.9)                                                 |
| Số ngày mưa trung bình                                         | 8                                                              | 6                                                              | 5                                                              | 6                                                              | 11                                                             | 12                                                             | 14                                                             | 15                                                             | 15                                                             | 16                                                             | 15                                                             | 12                                                             | 135                                                            |
| Độ ẩm tương đối trung bình (%)                                 | 80                                                             | 77                                                             | 74                                                             | 70                                                             | 70                                                             | 70                                                             | 71                                                             | 72                                                             | 73                                                             | 75                                                             | 78                                                             | 80                                                             | 74                                                             |
| Số giờ nắng trung bình tháng                                   | 135.4                                                          | 174.9                                                          | 218.3                                                          | 253.3                                                          | 230.9                                                          | 231.9                                                          | 223.2                                                          | 172.0                                                          | 158.4                                                          | 142.2                                                          | 119.0                                                          | 128.2                                                          | 2.187,7                                                        |
| [ cần dẫn nguồn ]                                              |                                                                |                                                                |                                                                |                                                                |                                                                |                                                                |                                                                |                                                                |                                                                |                                                                |                                                                |                                                                |                                                                |